# 八吉祥

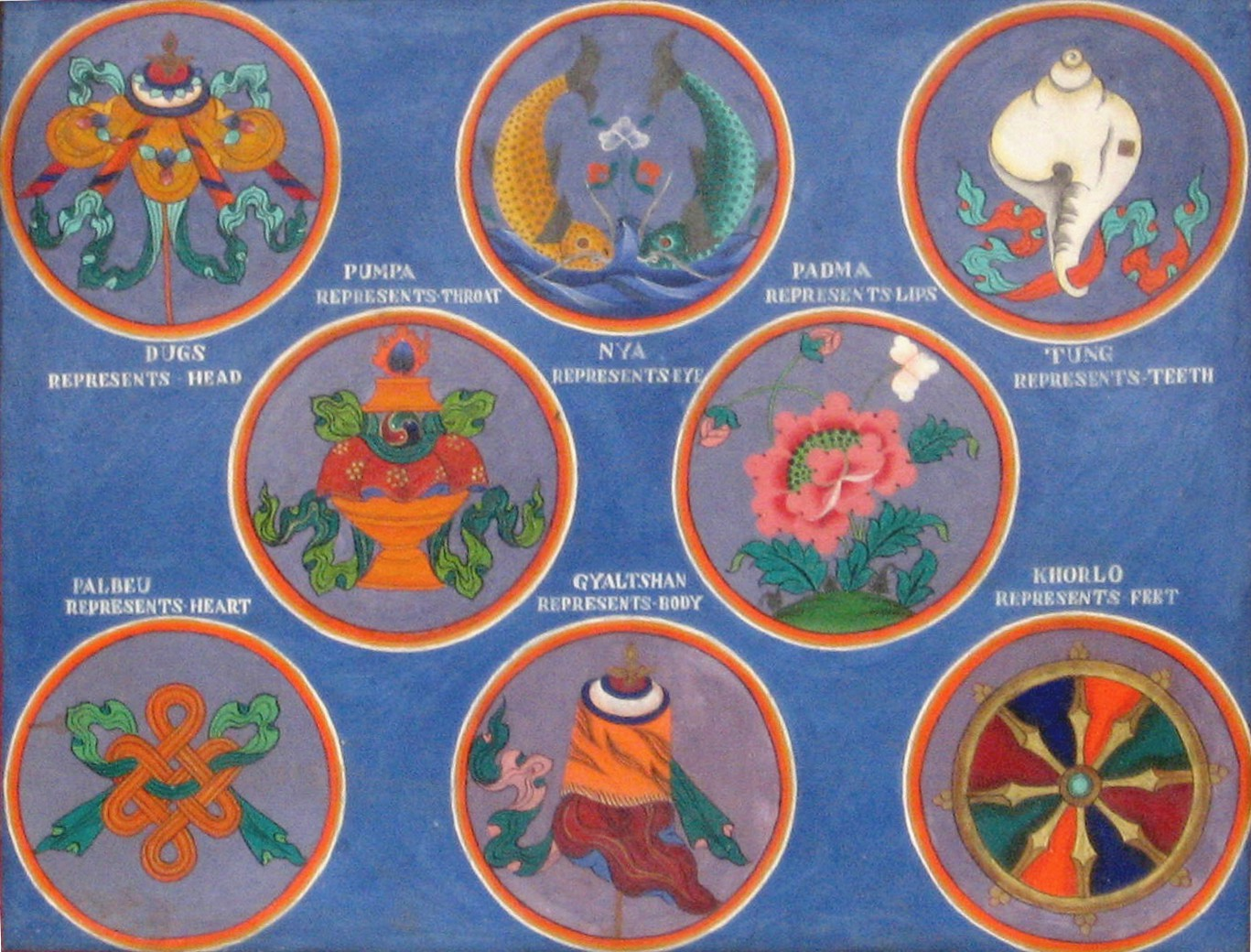
八吉祥：最上段（左から）：宝傘、双魚、巻貝。二段目：宝瓶、蓮。三段目：吉祥結、勝幢、法輪。

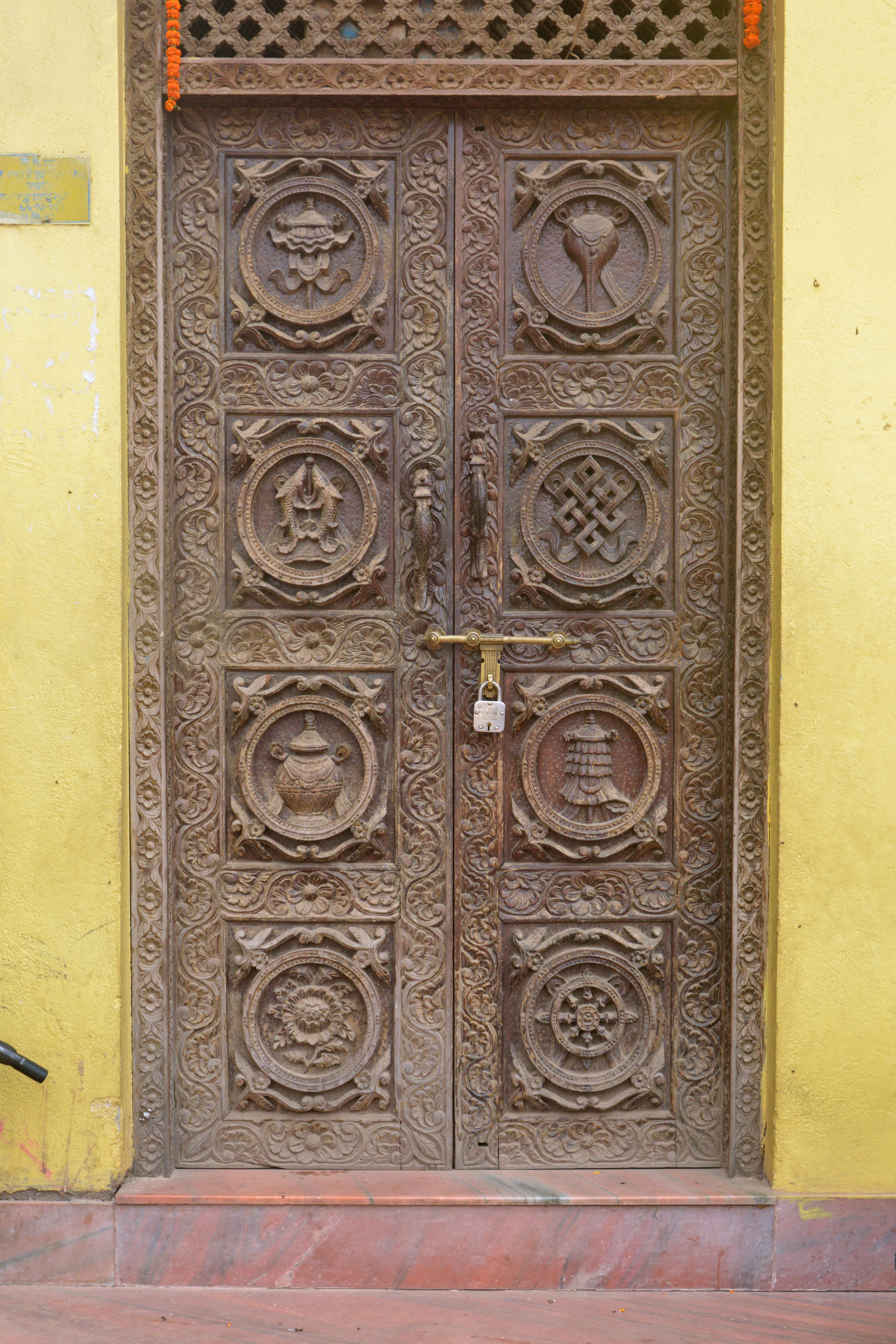
八吉祥が浮き彫りであしらわれた木の扉　ネパール

八吉祥（はちきっしょう、梵: अष्टमंगल、Aṣṭamaṅgala、ワイリー方式：Tashi Tagye）は、ヒンドゥー教、ジャイナ教、仏教といったいくつかの宗教に特有の、8つの吉祥文様の神聖な組合せのことである。アシュタマンガラ、タシ・タギェ、八宝、吉祥八宝、八吉祥紋ともいう。これらのシンボル、あるいは「記号的な象徴」（チベット語: ཕྱག་མཚན་、chaktsen）は、本尊であり、教化の道具でもある。これらのシンボル（またはエネルギー的なサイン）は、悟りを得た心相続を示すだけでなく、これらの悟った「特質」（梵: guṇa、チベット語: ཡོན་ཏན་、yönten）を荘厳する装飾でもある。八吉祥の一式には、数多くのバリエーションが存在する。

## 仏教において
8つの吉祥文様は、もともとインドにおいて王の叙任式や戴冠式といった儀式に用いられたものである。初期には以下のように整理された：王座、スヴァスティカ、手形、組紐、宝瓶、献水瓶、双魚、蓋付鉢。仏教にでは、これら8つのシンボルは、釈迦が悟りを得た直後に諸天部によって釈迦に捧げられた供物を象徴している。
チベット仏教徒はタシータギェー（アシュタマンガラ）と呼ばれる、8つの吉祥紋を民家や寺院、公共美術に用いている。また、チベットの家庭では、同地における正月、ロサルを迎えるにあたり、旧年中のチベット暦12月29日に大掃除を終えたあと、家屋の正面の塀にタシータギェーを小麦粉で描くという習慣が見られる。
以下に挙げるシンボルについて、それぞれの一般的な解釈を記したが、異なる解釈も存在する。

### 法螺貝

トゥンカル（梵：シャンカ）

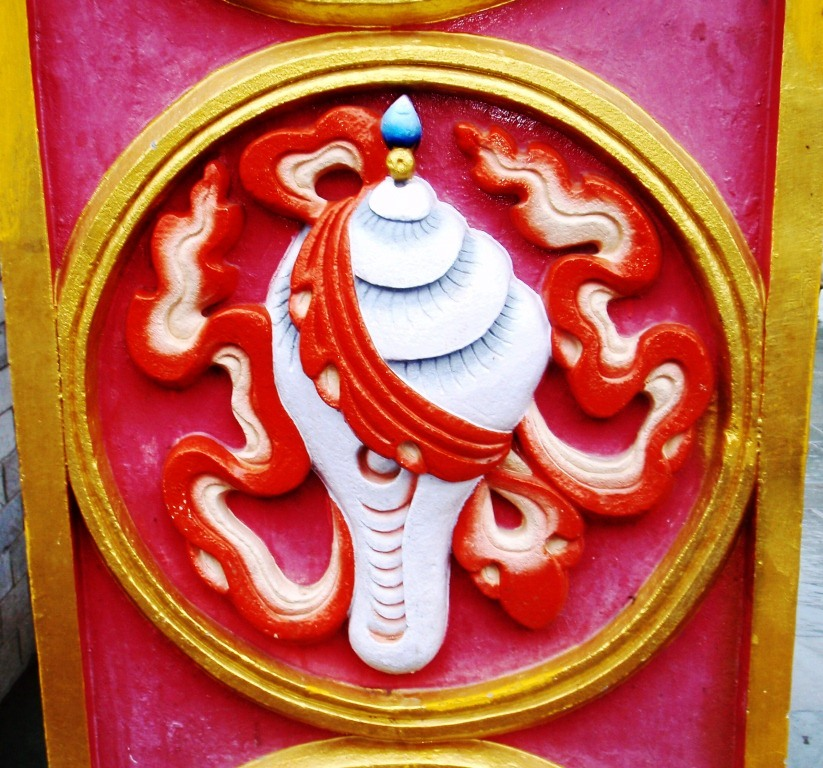
法螺貝　レワルサール

右巻きの白い法螺貝(梵語：śaṅkha; チベット文字：དུང་དཀར་གཡས་འཁྱིལ་; ワイリー方式：dung dkar g-yas 'khyil; THL: dungkar yénkhyil、トゥンカル)は、美、深淵、妙なる調べ、そして一切が溶け合って影響を及ぼし合い（相即相入）充満しているダルマの音――衆生を無明（無知）から目覚めさせ、利他を以て自利とすることを促す音――を象徴している。トゥンカルとは、チベット仏教において法会の際に用いられる楽器であり、「妙音吉祥」とも呼ばれる。
法螺貝は角笛の原型と考えられており、古代インド神話の叙事詩では、英雄が法螺貝を携えている様子が描かれている。また、インドの神ヴィシュヌは法螺貝を主要なシンボルの一つとして持っているとされ、その貝は「五趣を支配するもの」という意味のパーンチャジャニャという名前を持っている。
ヒンドゥー教においては、法螺貝はスダルシャナ・チャクラ（飛輪、戦輪とも）と同様にヴィシュヌの象徴である。ヴィシュヌ派は、ゴータマ・ブッダをヴィシュヌのアヴァターラ（化身）の一つに位置づけている。

### 吉祥紐

エンドレス・ノット

吉祥紐(またはエンドレス・ノット、盤長、梵：śrīvatsa; チベット文字：དཔལ་བེའུ་; ワイリー方式：dpal be'u; THL: pelbeu、パルベウ)は「組紐で愛を象徴的に表現した吉祥紋様」である。中国語では「万字不断」とも記される。これは、万物の究極的なつながりのシンボルである。さらに、このシンボルは智慧と慈悲の相互作用、聖と俗の相互依存、智慧と手段の統合、空と縁起の不可分性、悟りにおける般若と悲の結合（ナムカ参照）などを象徴している。この結び目、網はまた、仏法そのものの比喩でもある（因陀羅網など）。ヒンドゥー教においてはヴィシュヌの象徴とされ、彼の胸にはこの紋様（シュリーヴァッサ）が浮かんでいるという。仏教においても、三十二相八十種好によれば釈迦の胸には同様のものがあるとされる。

### 双金魚

一対の金魚

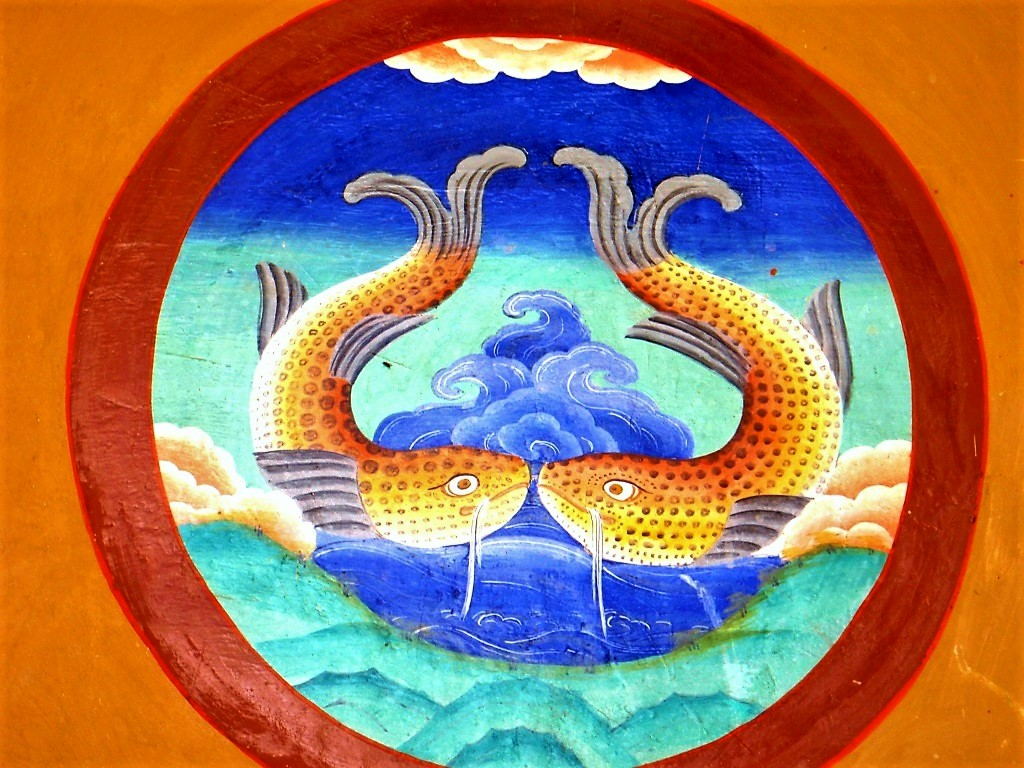
金魚　ラダック地方、リキル僧院にて

一対の金魚（梵: gaurmatsya; チベット文字：གསེར་ཉ་; ワイリー方式：gser nya; THL: sernya、セルニャ）は、魚の水の中を自在に泳ぐ様子から、解脱、堅固、活発を象徴する。また、これら二匹の金魚はガンジス川とヤムナー川、ハタ・ヨーガにおけるナディー（気道、脈管）やプラーナ（気息）、そして鯉と関連付けられる。
二匹の魚は本来、インドの二大聖河、ガンジス川とヤムナー川を象徴していた。これらの川は、（ヨガにおいて）息や気息（プラーナ）を交互に吸って吐く鼻孔の働きに基づいて、白道と黄道に関連付けられる。このシンボルは、ヒンドゥー教やジャイナ教、仏教においてだけでなく、キリスト教においてもまた宗教的に重んじられる。仏教においては、魚は水中で自在に動き回れることから、幸福の象徴とされる。また、魚は豊穣と豊かさをも象徴する。東アジアでは、その優雅な美しさ、大きさ、寿命から神聖視され、しばしば鯉の姿で描かれる。

### 蓮華

蓮の花、または宗教美術におけるハス

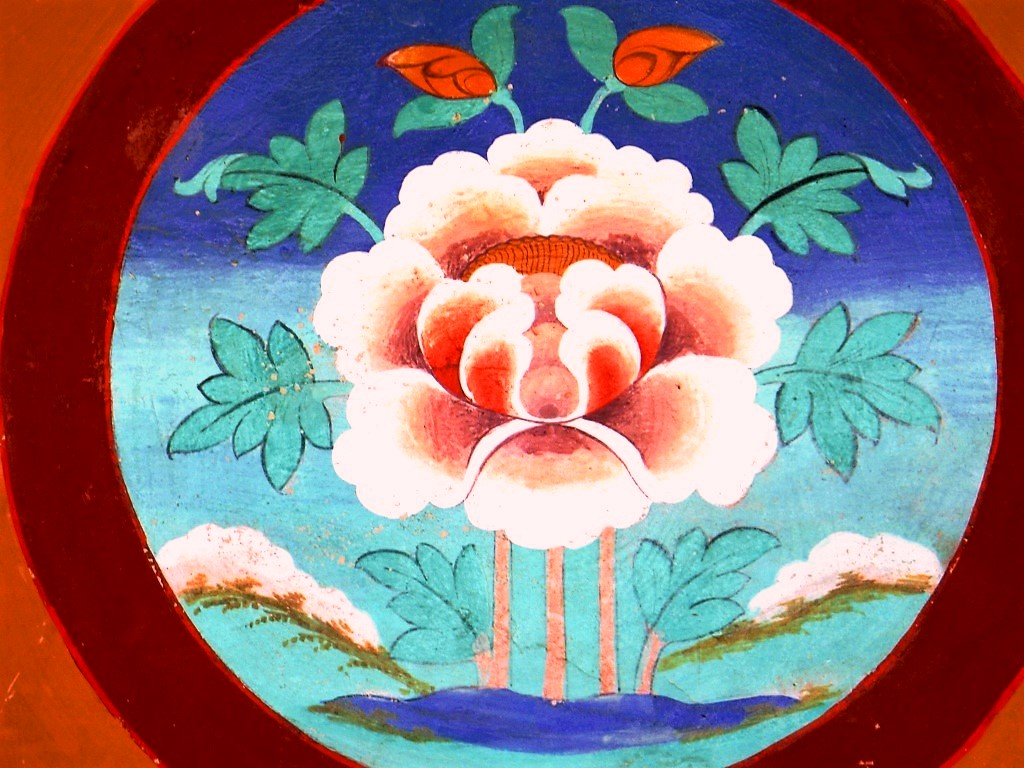
蓮 - パドマリキル僧院にて

蓮華（梵: padma; チベット文字：པད་མ་; ワイリー方式：pad ma; THL: péma、ペマ）は、泥水に浮かぶハス――取（ウパーダーナ）や欲望の汚濁に浮かぶ、身（身体）・口（言葉）・意（意思）、すなわち三身の本質的な純粋さを象徴する。蓮は、清浄と出離をシンボルとして表している。蓮はその根を泥池の下に這わせているが、その花は汚れなく水面の上に咲く。仏教においては、ハスの花びらは4枚か8枚、16枚、24枚、32枚、64枚、100枚、1000枚で表現される。これらの数字は、身体のなかの「内なる蓮」、つまりエネルギーセンター（チャクラ）についても適用される。

### 宝傘

宝傘

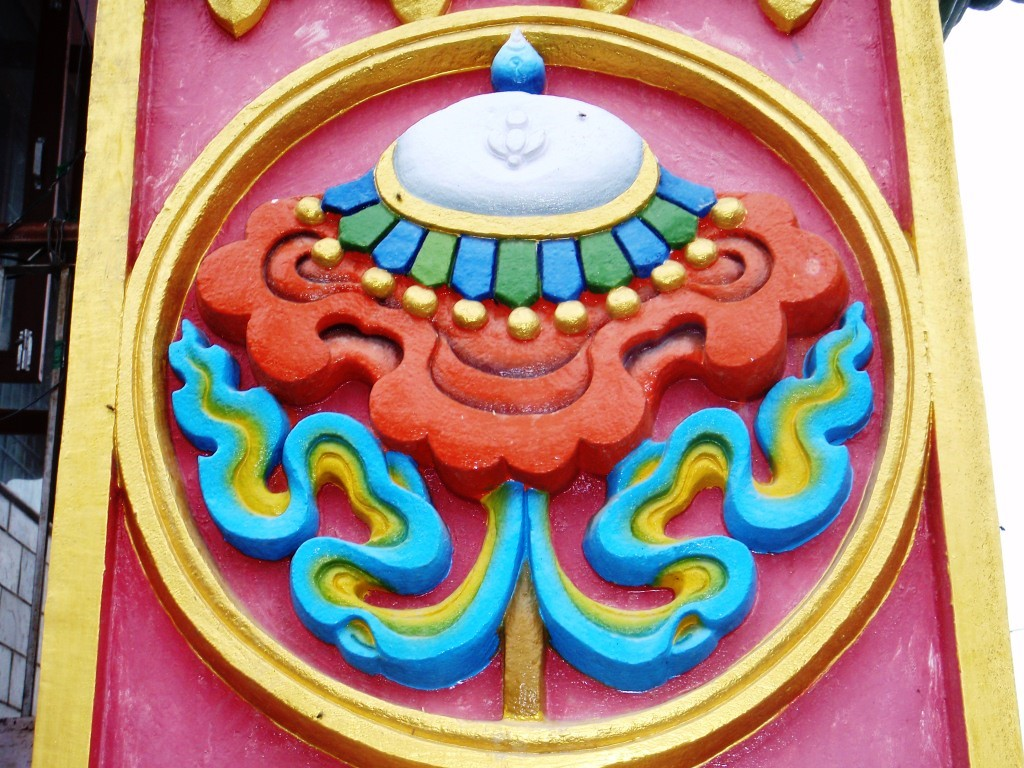
宝傘　レワルサールにて

宝傘（または天蓋、梵: chatraratna; チベット文字：རིན་ཆེན་གདུགས་; ワイリー方式：rin chen gdugs; THL: rinchenduk、リンチェン・ドゥク）は、儀式においてバルダッキーノや天蓋と似た用いられ方をする道具である。古代インドにおいて宝傘は貴族・王族を象徴した。仏教における宝傘は、災難や病気から守るもの、または仏法を守るものを象徴する。天蓋や蒼穹を表し、したがって、空間の広がりや展開、エーテル要素を表す。また、宝傘は、サハスラーラが有する、拡がりや展開、守護といった特質を象徴して、宝傘の下で法に帰依した人々を示唆している。
仏典においては、『マハーヴァストゥ』の「日傘譚」や『維摩経』の「仏陀の一大傘蓋の神変」のおいて傘が登場する。

### 宝瓶

宝瓶

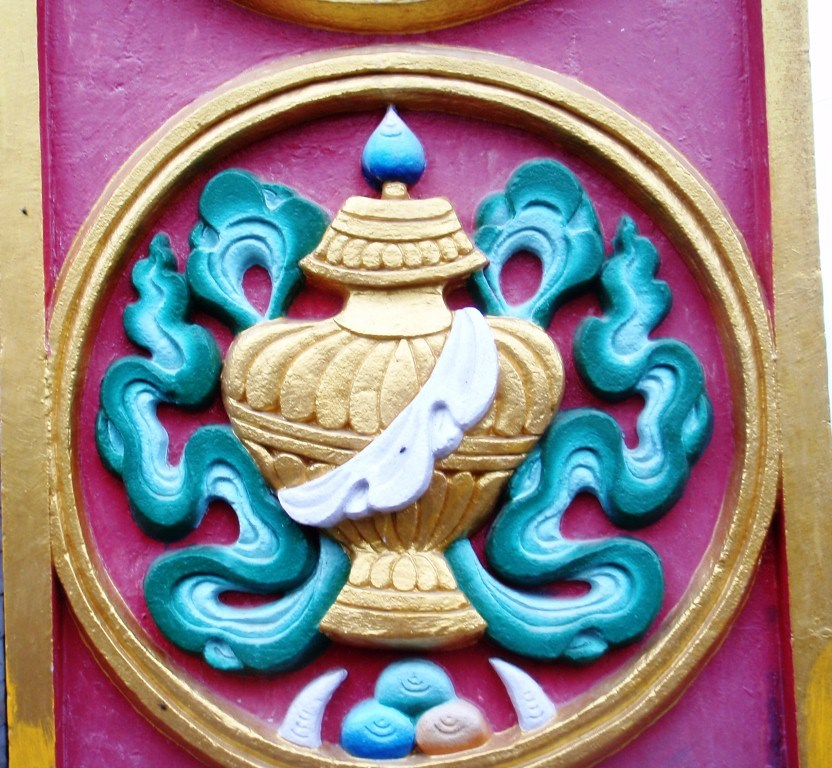
宝瓶　レワルサールにて

宝瓶(チベット文字：གཏེར་ཆེན་པོའི་བུམ་པ་; ワイリー方式：gter chen po'i bum pa; THL: terchenpo'i bumpa、ブムパ)は、健康や長寿、富貴、繁栄、智慧、そして宇宙空間を象徴している。宝瓶は、あるいは宝壺は、どんなに多くの教えを伝えても、尽きることのない仏法の教えを象徴している。宝瓶は、上座部仏教の比丘・比丘尼に所持が許されたクンバと呼ばれる水瓶と似た描き方をされることが多い。知恵の壺や宝瓶は、灌頂やイニシエーションで使われる。 

### 法輪

ダルマチャクラ - 法輪

ダルマチャクラ、あるいは法輪（梵: Dharmachakra; チベット文字：ཆོས་ཀྱི་འཁོར་ལོ་; ワイリー方式：chos kyi 'khor lo; THL: chö kyi khorlo、チューコル）は釈迦と仏法を表すシンボルである。このシンボルは、アシュタマンガラとしてチベット仏教徒によってよく使われ、内輪にガンキルと呼ばれるチベットの三脚巴が描かれることが多い。仏法を象徴することから、寺院の壁などによく見られる。ネパールの仏教徒は、法輪をアシュタマンガラに含めない。
密教においては、法輪に代わって払子がアシュタマンガラの一つに配されることがある。この払子とは、ヤクの尾を銀の杖に取り付けたもので、読経や、神々をプージャ（供養）の際に扇ぐのに使われる。マニ車は法輪の形をとっている。スダルシャナ・チャクラ（飛輪）は、ヒンドゥー教における輪のシンボルである。

### 勝幢

勝幢

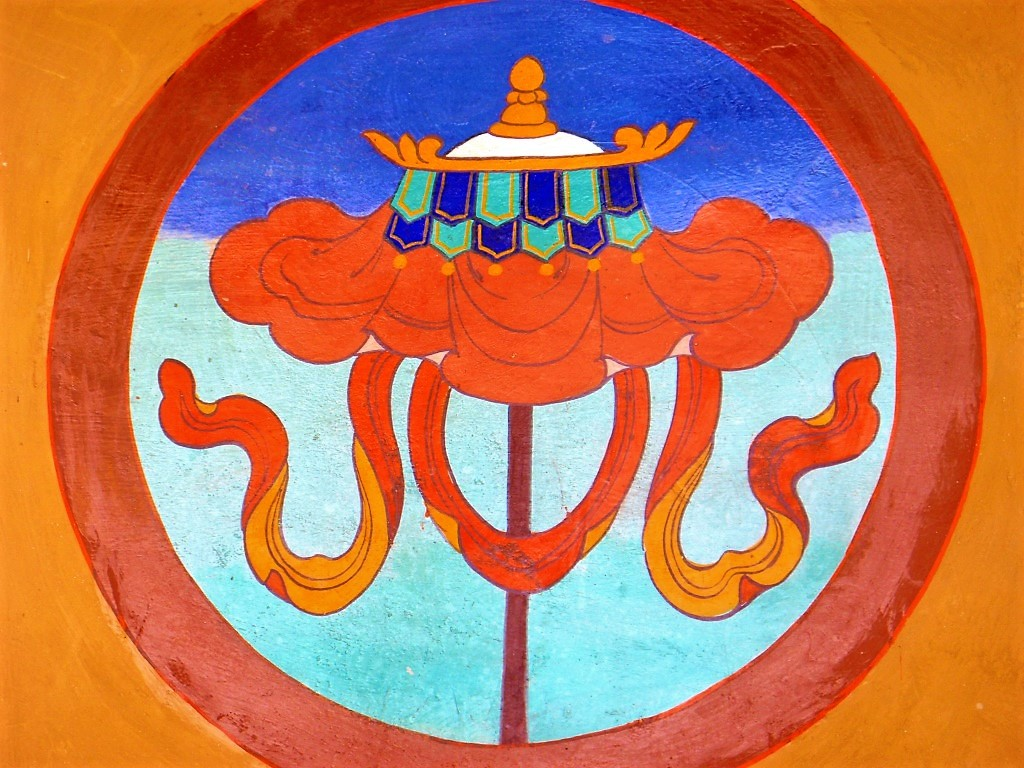
勝幢　リキル僧院にて

「戦旗、または旗」であるドバジャ(梵: dhvaja、ドヴァジャ; チベット文字：རྒྱལ་མཚན་; ワイリー方式：rgyal mtshan; THL: gyeltsen、ギェルツェン)は、古代インドの戦争において軍隊の戦旗として使われた道具である。このシンボルは、仏陀が4人のマーラ、あるいは悟りに至るまでの障害に打ち克ったこと（降魔）を象徴している。これらの障害とは驕り、欲望、悪感情、死への恐怖などである（五蓋を参照）。チベット仏教においては、11種の異なる形の勝幢それぞれに、煩悩に打ち克つための方法、すなわち「戒」「定」「智慧」「大悲」「縁起」「正見」が割り当てられている。チベット仏教僧院の屋根には、仏陀の4人のマーラに対する勝利を象徴して、様々なデザインの勝幢が掲げられている。これらの旗は僧院や寺院の屋根の四隅に配される。一般に銅鍍金で作られ、たいてい僧院の屋根の上に置かれる。僧院を飾る勝幢には、綱や双魚、金翅鳥などの装飾が施されることが多い。

### シンボルの順序
8つのシンボルの配置は宗教・宗派・習俗によって異なる。
以下に記した八吉祥の順序は、ネパール仏教のものである：
1. 吉祥紐
2. 蓮華
3. 勝幢
4. 法輪 (ネパールにおいては飛輪)
5. 宝瓶
6. 金魚
7. 宝傘
8. 法螺貝

清代の中国仏教では、以下のように整理された：
1. 法輪
2. 法螺貝
3. 勝幢
4. 宝傘
5. 蓮華
6. 宝瓶
7. 金魚
8. 吉祥紐

## ヒンドゥー教において
インドとヒンドゥー教においては伝統的にアシュタマンガラは、プージャーや結婚式、戴冠式といった行事に用いられる。アシュタマンガラはまた、ヒンドゥー教、仏教、そしてジャイナ教の文献においても多くの言及がなされている。これらのシンボルは装飾的な模様や文化的人工物に描かれている。
- ヒンドゥー教においては[14]：
  - ラージャ（raja） - 獅子
  - ヴリシャバ - 雄牛
  - ナーガ - 蛇
  - カラサ - 水差し
  - ヴァイジャヤンティ - 首飾り
  - べ―リ - ティンパニ
  - ヴヤジャナ - 扇子
  - デーパ - 油灯
- また、別の組み合わせとしては：
  - 払子
  - 満たされた瓶
  - 鏡
  - 手鉤（英語版）（ブルフック、象用の鉤）
  - 太鼓
  - 油灯
  - 旗
  - 双魚

上述の組み合わせは、場所、地域、社会集団によって異なることがある。

## ジャイナ教において

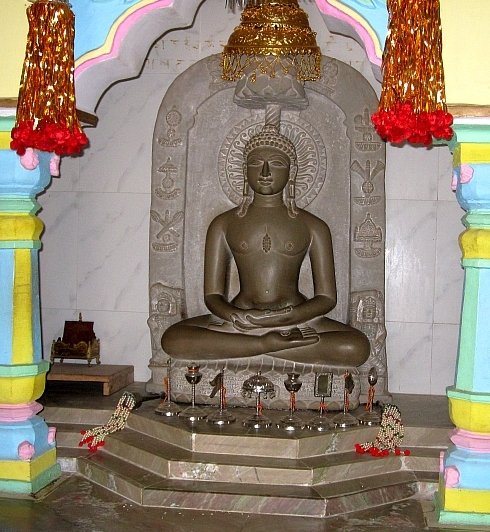
空衣派の伝統に基づき、前面にアシタマンガラが配されているリシャバ像

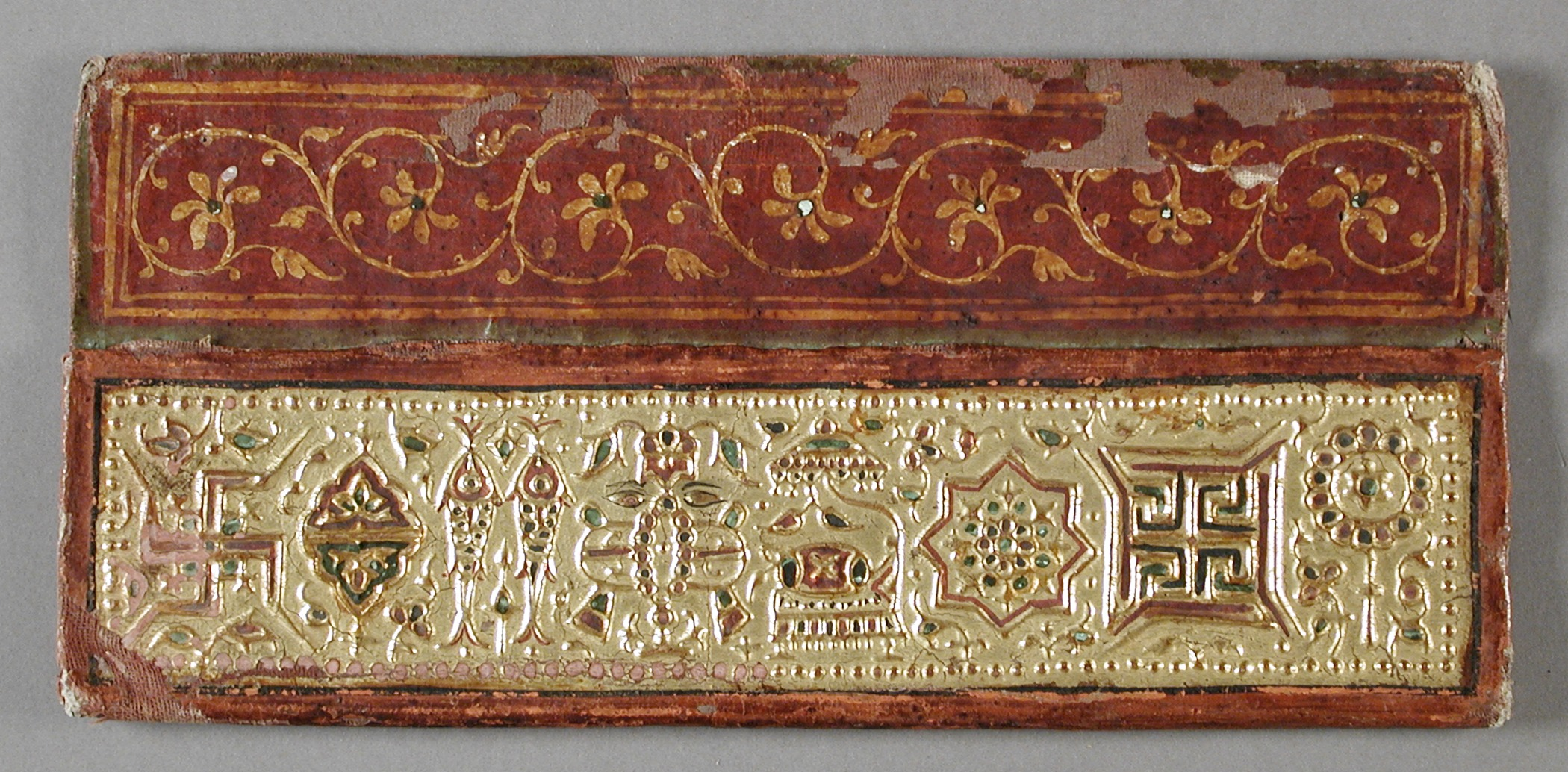
アシュタマンガラがあしらわれた白衣派の経櫃（LACMA M.72.53.22）左から：スワスティカ、ヴァダマナカ（食器）、双魚、カラシャ（壺）、バドラサナ（座）、シュリーヴァッサ、ナンダヴァルタ、ダルパン（鏡）

ジャイナ教では、アシュタマンガラとは8つの吉祥紋の集合体である。この8つのシンボルについては、各伝統によって多少の違いがある。
空衣派（ディガンバラ派）では、以下のように整理している：
1. チャトラ（英語版） - 傘
2. ドヴァジャ - 勝幢
3. カラシャ（英語版） - 金属製の壺
4. チャマラ - 払子
5. 鏡
6. 椅子
7. 扇
8. 器

一方、白衣派（シュヴェーターンバラ派）では、以下のように整理している：
1. スヴァスティカ
2. シュリーヴァッサ（英語版）
3. ナンダヴァルタ（英語版）
4. ヴァルダマナカ - 食籠
5. バドラサナ - 座
6. カラシャ - 金属製の壺
7. ダルパン - 鏡
8. メーン・ユグラ - 双魚

## ギャラリー

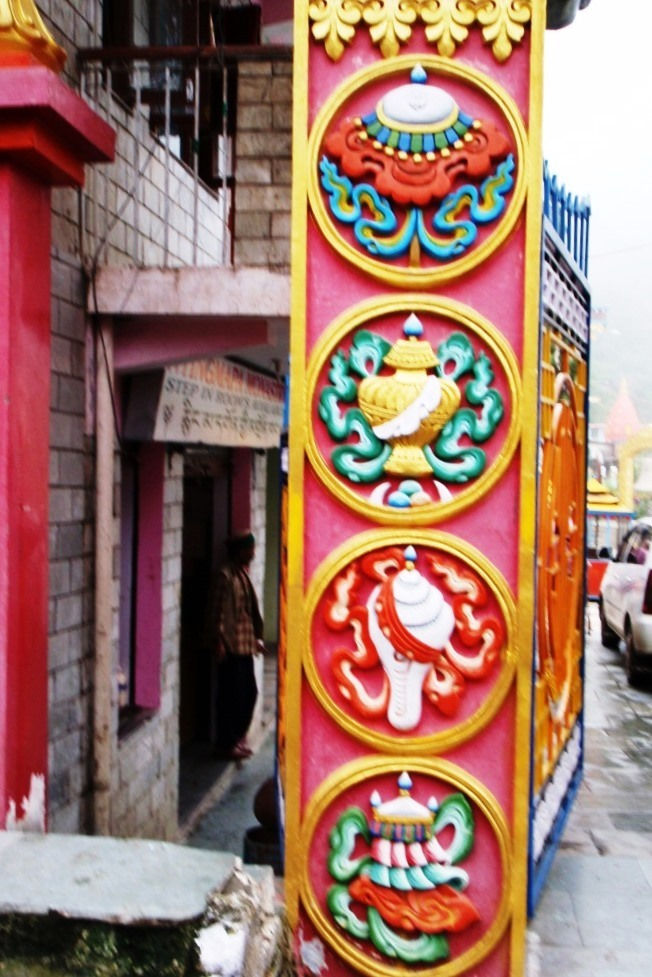
インド、ヒマチャールプラデーシュ州、マンディ（英語版）、ラワサール僧院
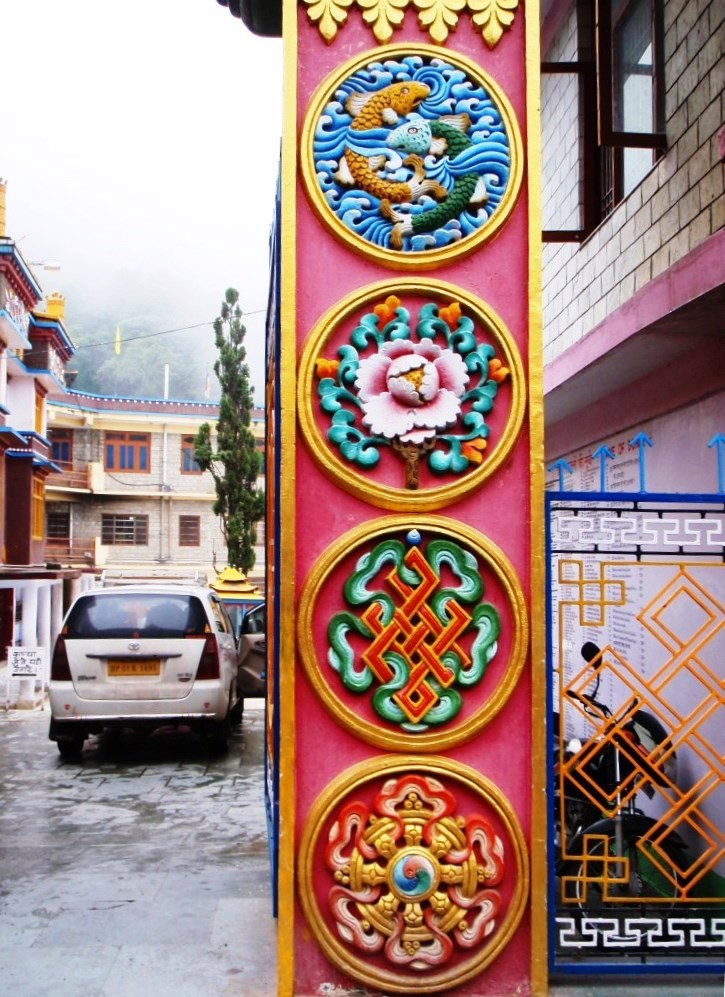
同左
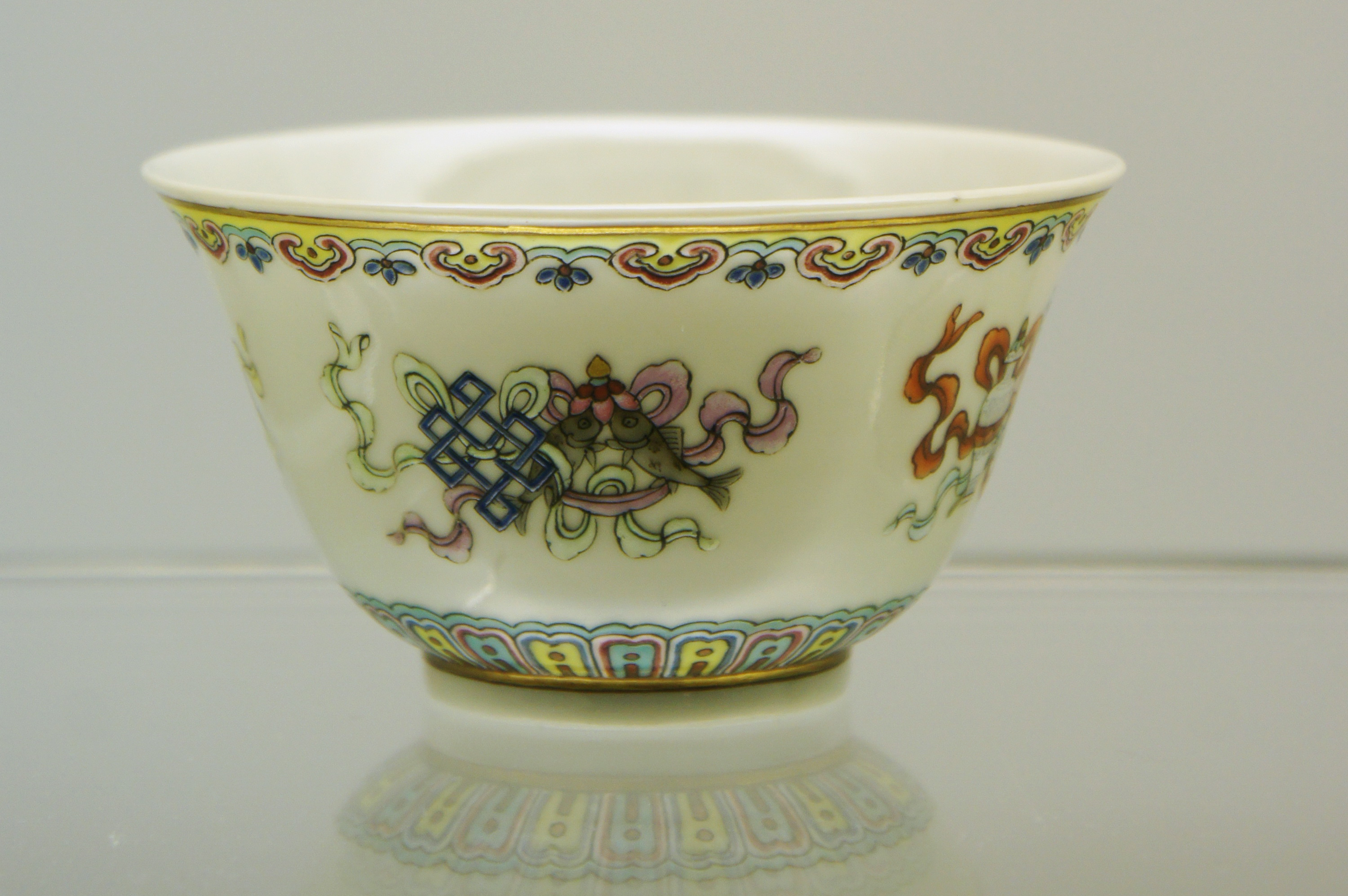
八吉祥紋があしらわれた粉彩の碗　清代、嘉慶年製　香港芸術館蔵
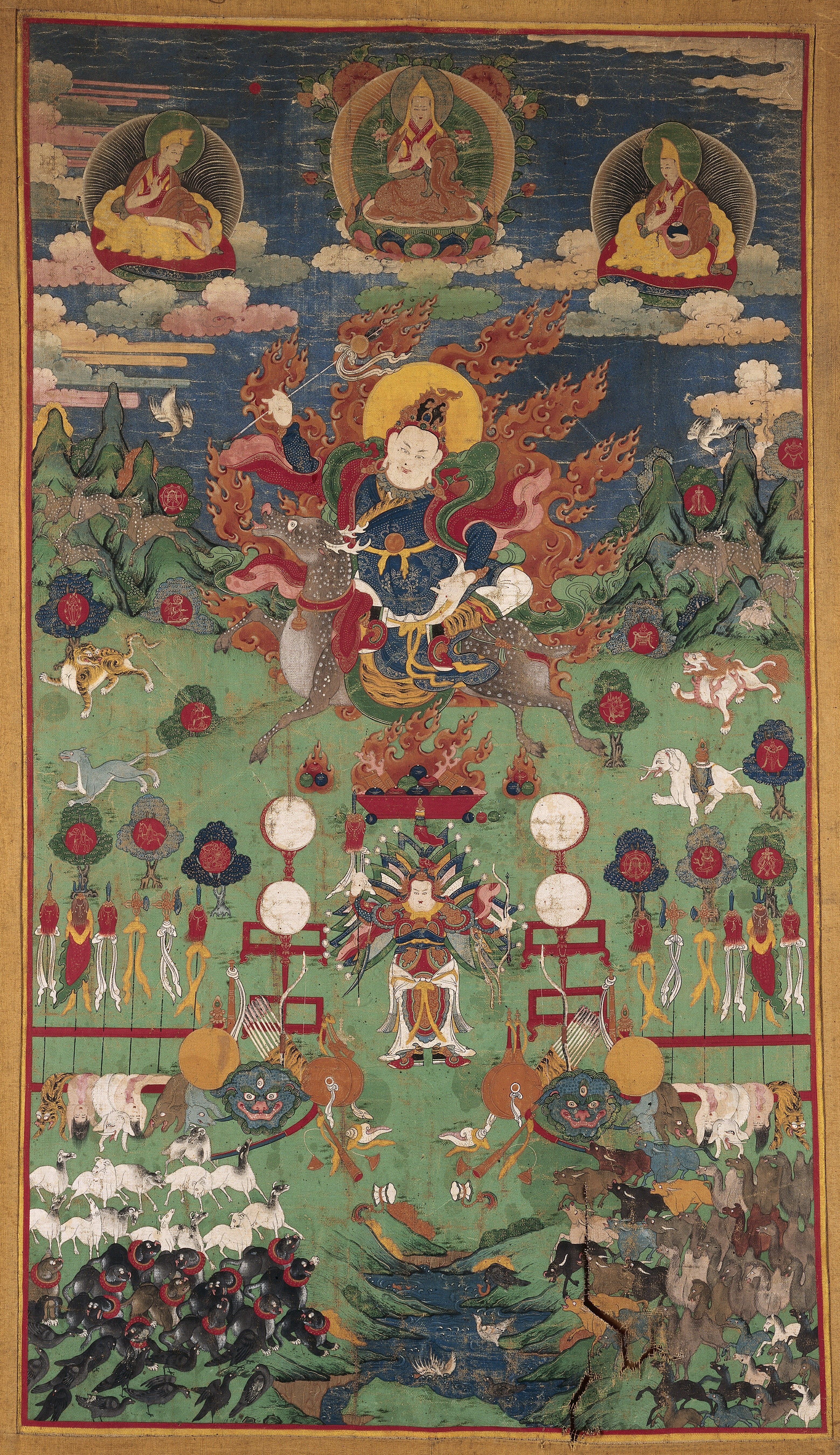
『トナカイに乗るケサル王』　絵中段、右側に、八吉祥が描かれている。　ウェルカム・トラスト蔵
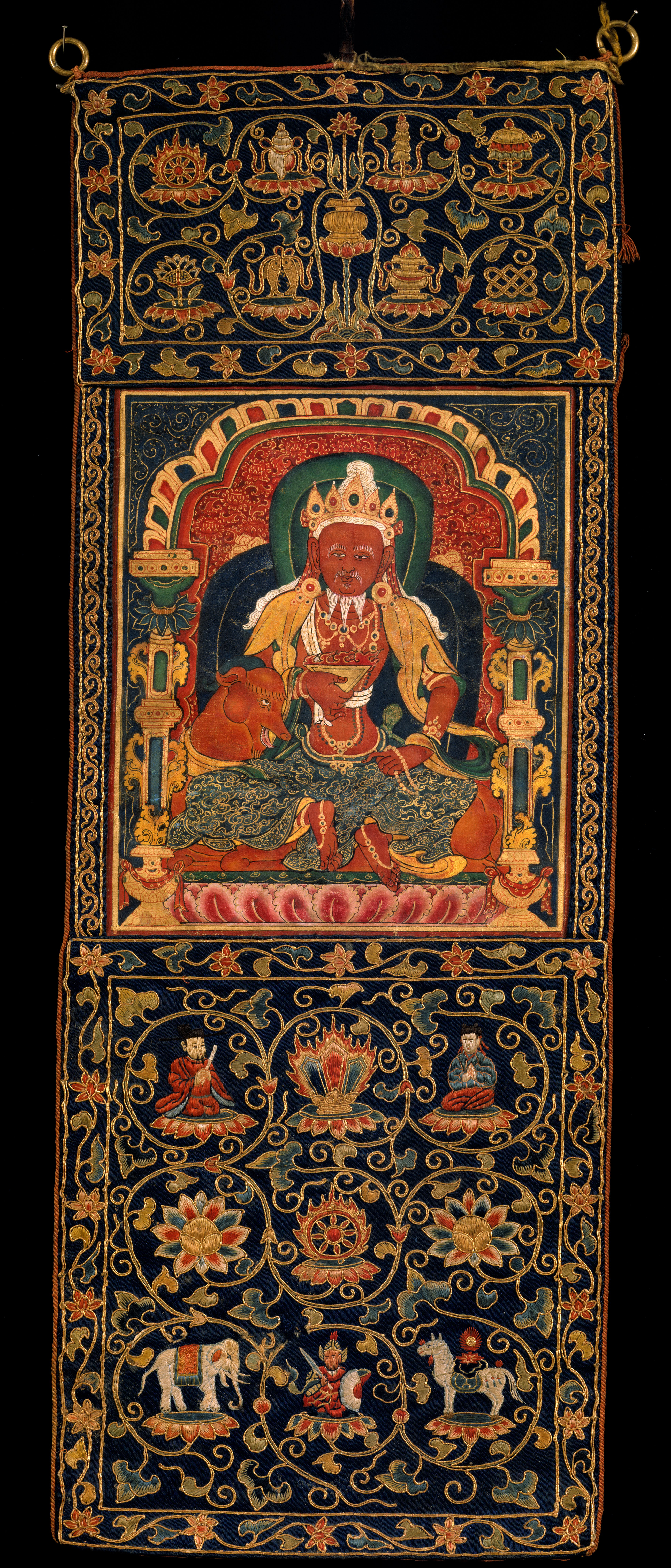
『アグニ（火天）マンダラ』　絵の上方に八吉祥が描かれている。　15世紀、チベット　ルビン美術館（英語版）蔵
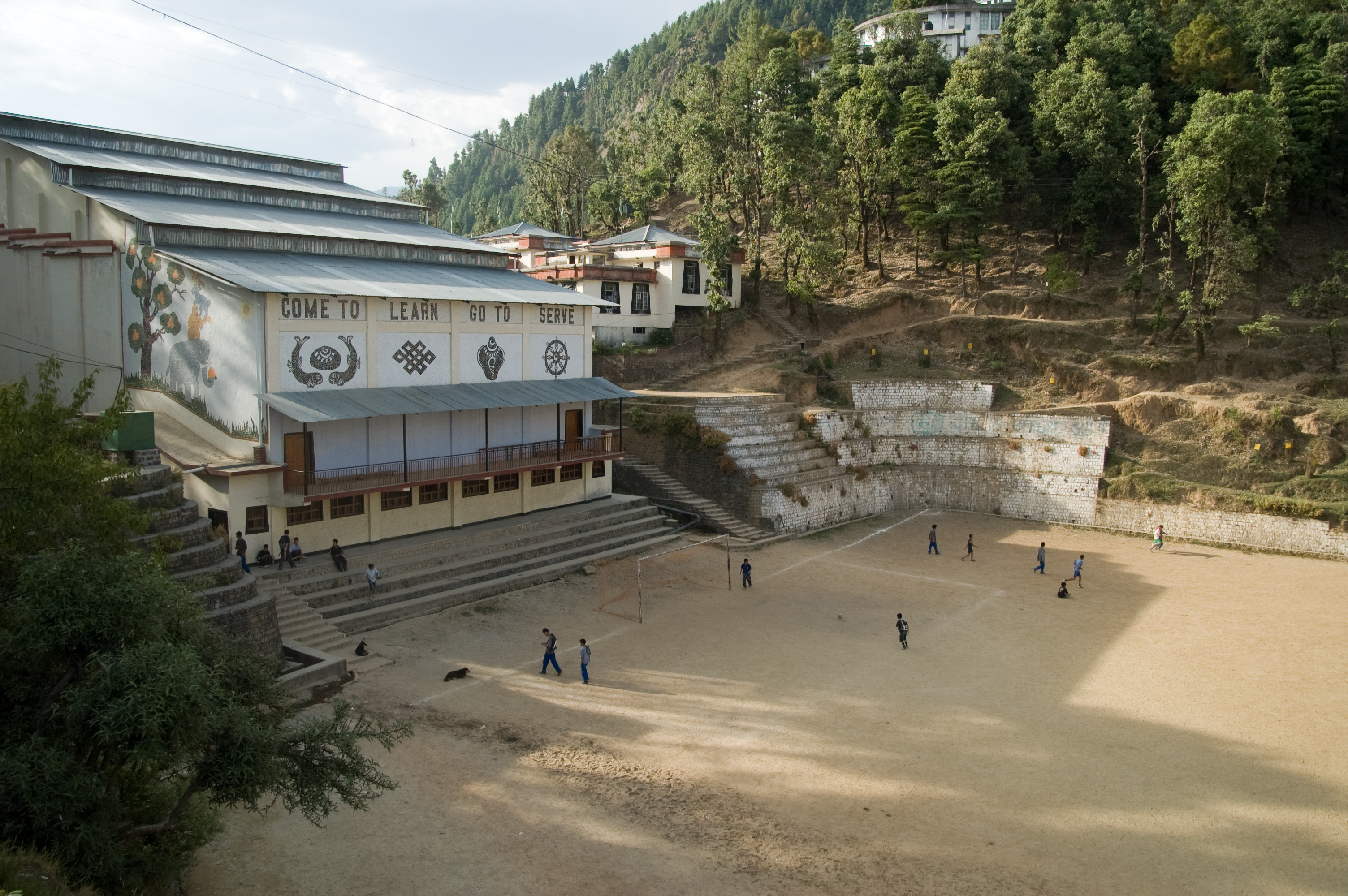
チベット子ども村（英語版）事務局の壁面に描かれたタシ・タギェ。　上ダラムサラ　2008年
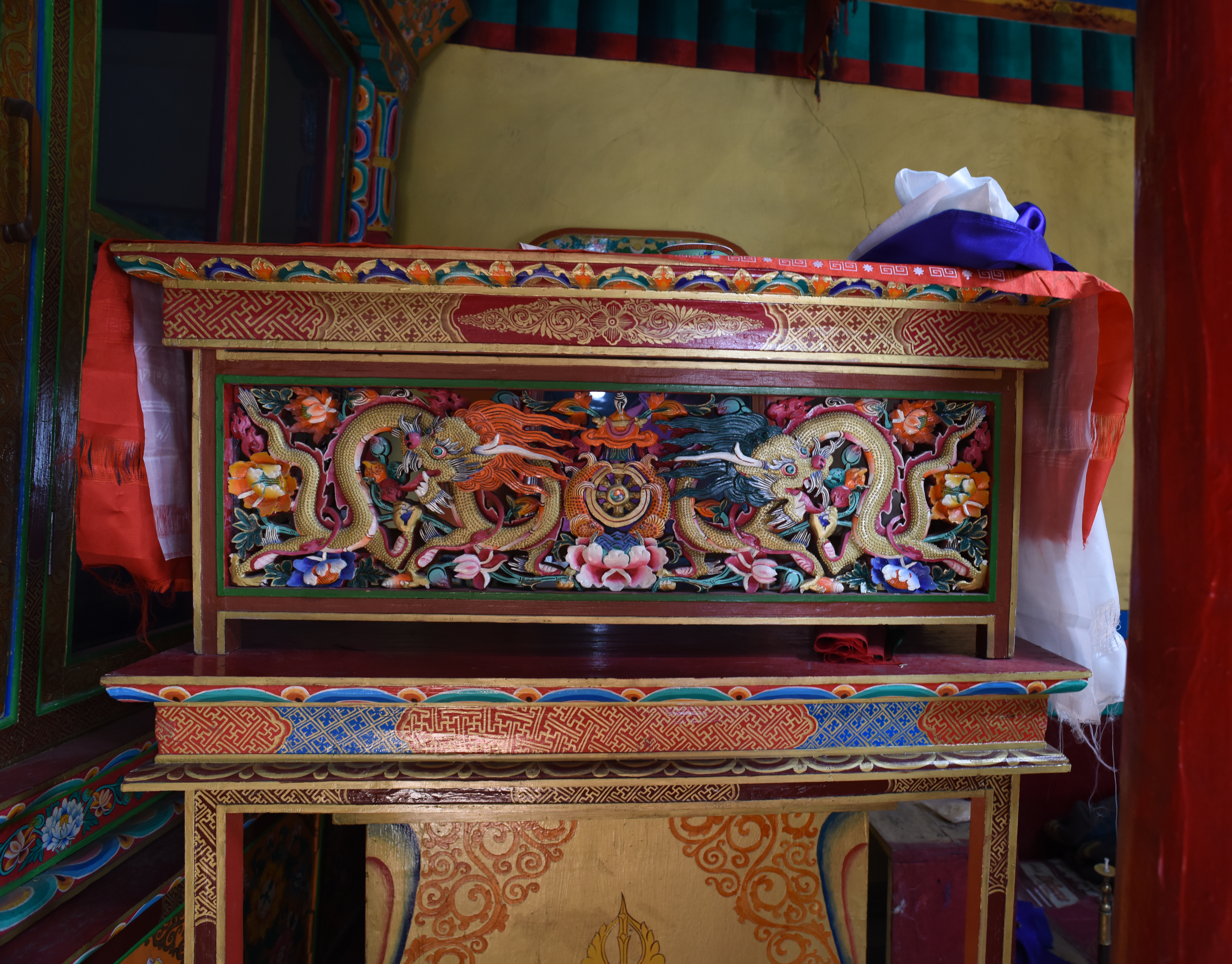
龍と八吉祥があしらわれた経櫃。　ラダック、マルカ渓谷（英語版）、テチャ・ゴンパ（僧院）
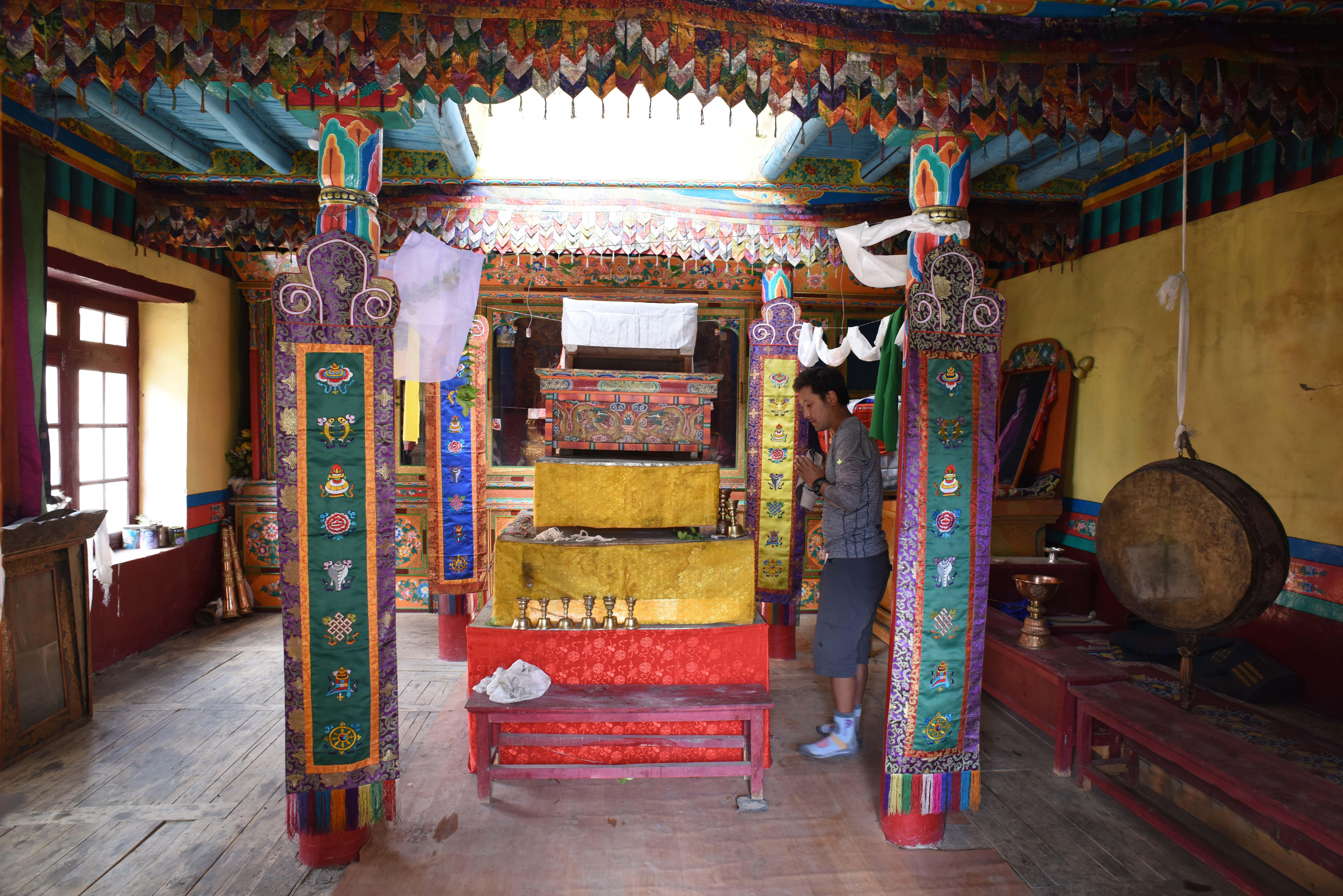
テチャ・ゴンパの礼拝堂。柱に八吉祥をあしらった布が掛けられている。